# سانتا کروز دو سو
سانتا کروز دو سو (به پرتغالی: Santa Cruz do Sul) یک منطقهٔ مسکونی در برزیل است که در ریو گرانده جنوبی واقع شده‌است. سانتا کروز دو سو ۷۳۳٫۵ کیلومتر مربع مساحت و ۱۲۶٬۷۷۵ نفر جمعیت دارد و ۱۲۲ متر بالاتر از سطح دریا واقع شده‌است.